# Pascal Richard
Pascal Richard (n. 16 martie 1964, Vevey, cantonul Vaud, Elveția) este un ciclist elvețian, medaliat olimpic. A participat la o ediție a Jocurilor Olimpice (1996) în care a câștigat o medalie de aur.